# Déiopé
Pour les articles homonymes, voir Déiopée.
Dans la mythologie grecque, Déiopé (en grec ancien : Δηϊοπεία / Dēïopeía) est une Néréide, fille de Nérée et de Doris, citée par Hygin dans sa liste de Néréides. 

## Famille
Ses parents sont le dieu marin primitif Nérée, surnommé le vieillard de la mer, et l'océanide Doris. Elle est l'une de leur multiples filles, les Néréides, généralement au nombre de cinquante, et a un unique frère, Néritès. Pontos (le Flot) et Gaïa (la Terre) sont ses grands-parents paternels, Océan et Téthys ses grands-parents maternels.

## Évocation moderne

### Biologie
Le genre de Cténaires des Déiopées.